# Pandémie de Covid-19 en Océanie
Cet article documente les pays océaniens touchés par le SARS-CoV-2 (causant la Covid-19) responsable de la pandémie de 2019-2020 enregistrée pour la première fois en Asie de l'est à Wuhan (Chine), et peut ne pas inclure toutes les réponses et mesures les plus récentes.
Le premier cas positif au SARS-CoV-2 est enregistré le 25 janvier 2020 dans l'État de Victoria, en Australie : il concerne un chinois arrivé de Guangzhou le 19 janvier suivi par trois autres patients testés positifs à Sydney après leur retour de Wuhan.
L'Australie, pays le plus peuplé, concentre la majorité des cas de contamination. Le 1er mars, le premier décès signalé concerne un australien de 78 ans, qui était un passager du Diamond Princess. Il est devenu la première personne à mourir d'un coronavirus en Australie.
Mi-avril 2020, les États océaniens des Kiribati, des îles Marshall, de la Micronésie, de Nauru, des Palaos, des Samoa, des Salomon, des Tonga, des Tuvalu et de Vanuatu, ainsi que les États de facto indépendants des Îles Cook et de Niué, sont quasiment les seuls pays au monde à n'avoir aucun cas recensé de malade de la Covid-19, ayant chacun pris d'importantes mesures préventives et ayant fermé ses frontières. Ailleurs dans le monde, la Corée du Nord et le Turkménistan sont les seuls autres États à prétendre n'avoir aucun malade mais ces affirmations sont jugées peu crédibles - rendant ainsi les petits États insulaires d'Océanie la dernière région du monde épargnée par la pandémie.
Au 30 octobre 2021, après la révélation d'un premier cas aux Tonga, seuls les Îles Cook, Nauru, Niué et les Tuvalu ne connaissent toujours aucun cas sur leurs territoires respectifs. Outre la Corée du Nord et le Turkménistan, États totalitaires qui prétendent toujours de manière impassible n'avoir aucun cas, Nauru et les Tuvalu sont ainsi les deux seuls États souverains au monde à n'avoir pas été atteints par la pandémie.
Le 23 mai 2022, Tuvalu était le dernier pays à être encore indemne avant l'apparition d'un premier cas.

## Propagation du virus

### Détail des cas par pays
| Localisation                | Cas confirmés | Décès | Guérisons | Réf.   |
| --------------------------- | ------------- | ----- | --------- | ------ |
| Australie                   | 5 889 048     | 7 189 | 5 509 057 | [ 6 ]  |
| Hawaï                       | 248 405       | 1 418 | 246 987   | [ 7 ]  |
| Polynésie française         | 72 720        | 648   | NC        | [ 8 ]  |
| Guam                        | 48 113        | 354   | NC        | ,      |
| Papouasie-Nouvelle-Guinée   | 43 800        | 649   | 43 100    | [ 11 ] |
| Nouvelle-Zélande            | 923 847       | 696   | 869 922   | [ 12 ] |
| Îles Mariannes du Nord      | 11 263        | 34    | NC        | ,      |
| Nouvelle-Calédonie          | 60 517        | 312   | 60 102    | [ 15 ] |
| Fidji                       | 64 634        | 862   | 62 763    | ,      |
| Wallis-et-Futuna            | 454           | 7     | 438       | [ 18 ] |
| Îles Salomon                | 14 786        | 141   | 13 307    | [ 19 ] |
| Île de Pâques               | 49            | 0     | 45        | ,      |
| Îles Marshall               | 17            | 0     | 14        | [ 22 ] |
| Îles Cook                   | 4 990         | 1     | 4 615     | [ 23 ] |
| Niue                        | 9             | 0     | 7         | [ 24 ] |
| Tokelau                     | 0             | 0     | 0         | [ 25 ] |
| Samoa américaines           | 5 817         | 26    | NC        | [ 26 ] |
| Kiribati                    | 3 080         | 13    | 2 599     | [ 27 ] |
| Palaos                      | 4 486         | 6     | 3 913     | [ 28 ] |
| Samoa                       | 8 995         | 16    | 1 605     | [ 29 ] |
| Tonga                       | 10 065        | 11    | 8 836     | [ 30 ] |
| Vanuatu                     | 7 330         | 13    | 6 726     | [ 31 ] |
| États fédérés de Micronésie | 3             | 0     | 1         | [ 32 ] |
| Nauru                       | 4             | 0     | 3         | [ 33 ] |
| Îles Pitcairn               | 0             | 0     | 0         | [ 34 ] |
| Tuvalu                      | 0             | 0     | 0         | [ 35 ] |
| Total                       | 57 189        | 1 267 | 47 016    |        |

## Pandémie par pays

### Australie
Le 20 mars 2020, il y avait eu 709 cas confirmés de Covid-19 en Australie avec 144 nouveaux cas sur la journée du 19 mars : plus de 307 sont localisés en Nouvelle-Galles du Sud.
Au 20 mars, plusieurs territoires éloignés étaient encore épargnés : le gouvernement de l'île Norfolk a imposé une interdiction de voyager de 32 jours et déclaré l'état d'urgence par mesure de précaution.

### Nouvelle-Zélande
Au 19 mars, la Nouvelle-Zélande avait signalé 28 cas confirmés. Le premier cas, confirmé le 26 février, concernait un citoyen arrivé d'Iran. Le deuxième cas concernait un citoyen qui avait récemment voyagé dans le nord de l'Italie.
La première transmission locale du virus s'est produite le 4 mars, à Auckland.

#### Îles Cook
Le 22 janvier 2020, le ministre de la Santé Te Marae Ora a activé le système national de réponse aux urgences sanitaires et de gestion des incidents, en réponse à l'épidémie.
Aucun cas de contamination n'ayant été détecté le 23 mars, les seules consignes dans le pays sont la diffusion des principes de précaution comme le lavage des mains et la distanciation sociale. Le service d'urgence de l'hôpital déménage le 23 mars et tous les soins médicaux d'urgence seront désormais dispensés par la clinique Tupapa.
Début 2022, les premiers cas de Covid sont remontés.
Le 25 avril 2022, le premier morts est confirmés: il s'agit d'une femme de 63 ans qui selon le premier ministre Mark Brown : «avait reçu ses trois doses de vaccin anti-Covid, mais elle souffrait aussi de plusieurs pathologies»

#### Niue
Une autorisation écrite du gouvernement est nécessaire pour les personnes souhaitant se rendre sur l'île ayant séjourné dans les zones fortement touchées.
Le premier cas n'est recensé qu'en mars 2022.

#### Tokelau
Tokelau a demandé de l'aide à l'OMS et le gouvernement a reçu des thermomètres infrarouges pour faciliter le dépistage dans les ports d'entrée et les établissements de santé. Ils ont également reçu des équipements de protection individuelle (EPI), notamment des masques médicaux, des gants et des blouses chirurgicales
En mars 2022, le territoire est toujours indemne.

### France
La France est présente sur plusieurs territoires situés dans le Pacifique.

#### Polynésie française
Le 11 mars, le premier cas en Polynésie française est confirmé avec la contamination de la députée Maina Sage par le ministre de la Culture, Franck Riester qu’elle avait rencontré en métropole.
À partir du 18 mars 2020, le niveau 1 ou « plan de mobilisation interne » du « Plan blanc » des établissements hospitaliers est activé.
Au 19 mars, onze personnes sont au total infectées par le virus : si les cas concernaient majoritairement des patients revenant de voyage, cette fois, deux cas ont été contaminés par un proche.
Au 31 mars, 37 personnes sont au total infectées par le virus
Le bilan le 11 octobre est de 2754 cas reportés dont 633 actifs.
Le président de la Polynésie française, Édouard Fritch a été positif deux jours après la visite d'Emmanuel Macron,,.

#### Nouvelle-Calédonie
18 cas recensés en Nouvelle-Calédonie au 2 avril et un cas guéri.
Le 20 mars, le gouvernement décide la suspension des vols internationaux. Arrêt du transport local Avion, bateau et bus RAÏ le 21 mars.
Confinement de la population depuis le 24 mars Attestation de déplacement obligatoire.
Ouverture site dédier.

#### Wallis-et-Futuna
Wallis-et-Futuna est un des rares territoires encore épargnés par le virus. Au 20 mars, la mesure de confinement décidée sur le plan national ne s'applique pas à Wallis-et-Futuna et il a été décidé de ne maintenir qu'une seule rotation aérienne entre Nouméa et Wallis tous les 10 jours à partir du mercredi 25 mars.
Un premier cas de coronavirus est détecté sur l'archipel le 16 octobre 2020,

### États-Unis
Les États-Unis sont présents sur plusieurs territoires situés dans le Pacifique.

#### Hawaï
Le 6 mars, le premier cas présumé positif de Covid-19 a été confirmé chez un passager du Grand Princess qui était revenu à Hawaï. Le 14 mars, les deux premiers cas de Covid-19 ont été confirmés dans le comté de Kauai, ainsi que le premier cas dans le comté de Maui.
Au 19 mars, 22 cas positifs sont enregistrés sans aucun décès.

#### Guam
Au 20 mars, le territoire américain de Guam comptait cinq cas confirmés de virus dont plusieurs issus de voyageurs provenant des Philippines.
Le premier décès survient le 22 mars sur une femme de 68 ans présentant plusieurs facteurs de comorbidité.

#### Îles Mariannes du Nord
Au 17 mars, aucun cas n'avait été signalé sur le territoire américain. Par mesure de précaution, le gouverneur Ralph Torres a fermé des écoles et des bureaux gouvernementaux.
Le premier cas est enregistré le 30 mars qui sera suivi le 1er avril d'une déclaration d'état d'urgence.

#### Samoa américaines
Toutes les écoles, l'université et les garderies sont fermées à compter du lundi 23 mars en vertu d'un amendement apporté par le gouverneur Lolo Matalasi Moliga à son ordonnance de déclaration rendue le 18 mars, qui a étendu l'État d'urgence aux Samoa américaines jusqu'au 17 avril pour lutter contre la pandémie de coronavirus.
Le 9 novembre, les autorités des Samoa américaines signalent les trois premiers cas, qui étaient des membres d'équipage à bord du porte-conteneurs Fesco Askold. Le 18 novembre, le ministère de la Santé, l'Administration portuaire et les propriétaires du Fesco Askold sont parvenus à un accord pour permettre de décharger et de charger des conteneurs du navire porte-conteneurs.
Finalement, par un communiqué du 23 novembre du gouvernement des Samoa, l'ensemble des cas positifs n'ont finalement pas été confirmés. Le territoire est donc en 2021 toujours indemne du virus.
La campagne de vaccination débute fin décembre ; Les travailleurs de la santé, les personnes ayant des problèmes de santé à haut risque, ceux qui vivent dans des établissements de soins de santé de longue durée, la population âgée de 65 ans et 17 secteurs des infrastructures essentielles ont été identifiés comme des groupes prioritaires.
En septembre 2021, le premier cas de Covid-19 est reconnu officiellement.

### Fidji
Le premier cas est révélé le 19 mars : il s'agit un steward de 27 ans de Fiji Airways ayant récemment voyagé aux États-Unis et en Nouvelle-Zélande et a été placé en isolement dans la ville de Lautoka.

### Kiribati
Au 20 mars, le pays n'a pas encore déclaré l'état d'urgence. Le cabinet du président et le ministère de la Santé et des Services médicaux continuent à informer la nation par radio, télévision et autres médias pour rappeler à la population de prendre des mesures de précaution pour éviter la pandémie, c'est-à-dire encourager le lavage des mains, les distances sociales de 2 mètres et limiter les rassemblements sociaux.
Le premier vol international depuis le début de la pandémie atterrit le vendredi 14 janvier 2022.  : à bord, les deux tiers des passagers étaient infectés par le coronavirus marquant de façon brutale la fin de l'indemnité.

### Îles Marshall
United Airlines, la seule compagnie aérienne internationale à desservir les îles Marshall, a suspendu le 21 mars ses vols pendant au moins trois semaines après un incident lié à leurs restrictions sur les coronavirus COVID-19 : les autorités locales ont refusé d'accueillir les passagers et l'équipage à l'intérieur de l'aéroport de Majuro lorsqu'un vol régulier a développé des problèmes mécaniques l'obligeant à interrompre son service vers Honolulu.
Les deux premiers cas sont relevés le 28 octobre sur l'atoll de Kwajalein dans une base américaine.

### États fédérés de Micronésie
Tous les voyageurs arrivant à un port d'entrée de Micronésie seront soumis à une période de quarantaine de 14 jours. Depuis le 18 mars, toutes les écoles du pays sont fermées.
Le 11 janvier 2021, le premier cas dans le pays est identifié. Il s'agit d'un membre d'équipage d'un navire du gouvernement, qui s'était rendu aux Philippines pour des réparations avant de revenir en Micronésie. L'homme était resté à bord du bateau à son retour au pays, comme tous les membres d'équipage, par mesure de quarantaine, et le virus n'a donc pas atteint le sol du territoire national,. Des tests ultérieurs d'anticorps et d'antigènes viendront cependant infirmer les conclusions fin janvier.

### Nauru
Le président Lionel Aingimea a déclaré l'état d'urgence le 7 mars avec effet immédiat pendant 30 jours. Nauru a suspendu tous ses vols internationaux sauf la liaison avec Brisbane. 
Le 31 mars 2022, les premiers cas sont détectés après que deux passagers d'un vol de Brisbane à Nauru sont testés positifs mais asymptomatiques. Ils sont mis en quarantaine après leurs dépistage à l’hôpital Nauru Ron, les autres passagers du vol sont tous testés négatifs.

### Palaos
Les Palaos ne comptent aucun cas en lien avec la pandémie en date du 29 mai 2020, du fait notamment d'une fermeture totale des frontières mi-mars 2020, y compris aux navires de croisières. Le pays a mis en place des procédures de dépistage des individus symptomatiques au port de Malakal et à l'aéroport international des Palaos le 23 janvier 2020 et possède des capacités de test depuis avril de la même année, 66 ont été réalisés, tous négatifs.
Par mesure de précaution contre la pandémie de coronavirus, toutes les écoles des Palaos ont été fermées du 16 mars au 3 avril ; le gouvernement a déclaré qu'il s'agissait d'une mesure préventive bien que les Palaos soient exempts de coronavirus.
En août 2021, le pays enregistre le premier cas avec deux voyageurs testés positifs après leur arrivée de l'île de Guam.

### Papouasie-Nouvelle-Guinée
Le gouvernement de Papouasie-Nouvelle-Guinée a annoncé le 28 janvier qu'elle n'accepterait plus sur son sol aucun voyageur étranger en provenance d'Asie, une mesure radicale destinée à empêcher l'arrivée du coronavirus.
Le 20 mars, le premier cas en Papouasie-Nouvelle-Guinée a été confirmé

### Île de Pâques(Chili)
Le gouvernement chilien a placé l'île en quarantaine.
L'île isolée n'est cependant pas épargné par l'épidémie puisque deux cas sont confirmés le 24 mars : un confinement obligatoire a été décrété sur l'île avec l'application d'un couvre-feu entre 14h et 5h.

### Îles Pitcairn(Royaume-Uni)
Les autorités de l'île Pitcairn ont introduit un certain nombre de mesures de précaution en réponse à la pandémie de coronavirus.
Tous les navires qui débarquent doivent établir le contact avec l'immigration et parler directement au médecin de Pitcairn pour vérifier si des passagers ont récemment voyagé en Chine et s'ils ont des symptômes respiratoires.
L'entrée est uniquement réservée aux seuls les résidents de Pitcairn, le personnel sous contrat essentiel et leurs partenaires ; cette restriction restera en vigueur jusqu'au 31 mars 2021.
Le premier cas est finalement recensé le 20 juillet 2022. 

### Îles Salomon
Le Premier ministre des Salomon a annoncé le 20 mars une série de mesures comme la fermeture des écoles d'Honiara et de la province de Guadalcanal ou la réduction des vols internationaux et internes. Tous les voyageurs internationaux aux Îles Salomon sont tenus de suivre 14 jours d'auto-quarantaine.
Épargné jusqu'en septembre, des étudiants salomonais à l'étranger sont progressivement rapatriés. Dix-huit étudiants salomonais aux Philippines sont atteints par le virus, et doivent attendre en zone de quarantaine dans ce pays avant de pouvoir revenir aux Salomon. Le 3 octobre, toutefois, le Premier ministre Manasseh Sogavare annonce qu'un étudiant rapatrié s'avère être contaminé, bien que trois tests avant son départ des Philippines se soient révélés négatifs. Le jeune homme, asymptomatique, est maintenu en quarantaine à Honiara, la capitale des Salomon, et les personnes ayant été en contact avec lui sont également isolées,.
Le 11 octobre, un second cas est identifié. Il s'agit d'un autre étudiant, rapatrié sur le même vol que le premier, et qui aurait été contaminé durant son rapatriement. Il est lui aussi asymptomatique, et à l'instar de tous ses camarades, avait été placé en quarantaine en isolement pour observation dès son entrée dans le pays.

### Samoa
Le Premier ministre Sailele Malielegaoi a déclaré l'état d'urgence le 21 mars pour faire face à la pandémie. L'ordonnance comprenait :
- fermeture de la frontière pour tous, à l'exception des citoyens samoans de retour ;
- restrictions sur les rassemblements publics à cinq au total ;
- les transports publics transportant plus de cinq personnes sont interrompus ;
- les voyages vers l'île de Savai'i sont limités à trois allers-retours par semaine ;
- les discothèques, les restaurants et les cinémas sont fermés ;
- les vendeurs de rue sont interdits ;
- les personnes de plus de 60 ans sont invités à rester à la maison à moins de consulter un médecin.

En novembre 2020, un premier cas est relevé.

### Tonga
Au 23 mars 2021, il n'y a pas encore eu de cas confirmé de coronavirus aux Tonga.
Cependant, le premier ministre Pohiva Tuʻiʻonetoa a déclaré l'état d'urgence le 21 mars pour faire face à la pandémie. Parmi les mesures :
- il est interdit à tous les ressortissants étrangers d'entrer aux Tonga avec une restriction jusqu'au 17 avril.
- tous les citoyens tongiens et les responsables des urgences arrivant dans le Royaume devront désormais passer par une période de quarantaine de 14 jours.
- les nightclubs, bars et cafés doivent fermer à partir du 25 mars
- les rassemblements publics ont été limités à 20 à l'intérieur et 40 à l'extérieur.

Le premier cas est relevé en novembre 2021 après la contamination d'une personne revenue d'un séjour en Nouvelle-Zélande.

### Tuvalu
Le 20 mars, le gouverneur général de Tuvalu a déclaré l'état d'urgence des atolls à la lumière de la pandémie de Covid-19. L'état d'urgence durera 14 jours jusqu'à nouvel ordre. Dans le cadre de la déclaration, les rassemblements publics seront limités à 10 personnes maximum.
Grâce aux mesures d'isolement, le pays ne comptait encore aucun cas de contamination en février 2022 et la motié de la population était vaccinée
Le premier cas arrive le 20 mai 2022 lorsque le Premier ministre par intérim de Tuvalu, Minute Taupo, a annoncé les cas avec trois autres suspects. Tous les cas étaient arrivés sur un vol en provenance des Fidji ;cela n'a donné lieu à aucune restriction.

### Vanuatu
Le Vanuatu a interdit le 18 mars 2020 les voyages à destination et en provenance de tout pays comptant plus de cent cas de Covid-19.
Les élections générales se tiennent le 19 mars en recommandant aux électeurs de se tenir à distance les uns des autres et à se désinfecter les mains lors du vote. L'organisation du scrutin en lui-même n'est cependant pas affecté.
Le 10 novembre, un homme de 23 ans rapatrié depuis les États-Unis le 4 novembre est diagnostiqué positif au Covid-19 alors qu'il se trouve en quarantaine préventive à Port-Vila, la capitale. Asymptomatique mais venant d'une zone à risque, il avait été isolé des autres passagers dans l'avion.

### Données officielles
- OMS/WHO
  - (en) Rapports quotidiens de l'OMS,
  - (en) WHO Coronavirus disease (Covid-19) Situation Dashboard
  - (en) WHO Emergency Public dashboard.
- ECDC
  - (en) Situation update worldwide du Centre européen de prévention et de contrôle des maladies.

### Données de référence
- (en) Coronavirus Covid-19 Global Cases du Center for Systems Science and Engineering (CSSE) de l'Université Johns-Hopkins, sous la dir. de Lauren Gardner (en), Ensheng Dong et Hongru Du (github).
- (en) Coronavirus Disease (Covid-19) – Statistics and Research de Our World in Data, sous la dir. de Max Roser, Hannah Ritchie, Esteban Ortiz-Ospina et Joe Hasell (github).